# Xung đột lợi ích
Xung đột lợi ích là tình huống trong đó một người hoặc tổ chức có liên quan đến nhiều lợi ích, tài chính hoặc mặt khác, và phục vụ một lợi ích có thể liên quan đến việc chống lại lợi ích khác. Nó bao gồm việc đóng góp và sự cải thiện cho đề tài về bản thân, gia đình, bạn bè, khách hàng, người sử dụng lao động hoặc mối quan hệ tài chính và các mối quan hệ khác của bạn. Bất kỳ mối quan hệ bên ngoài nào cũng có thể gây ra xung đột lợi ích. Thông thường, điều này liên quan đến các tình huống trong đó lợi ích cá nhân của một cá nhân hoặc tổ chức có thể ảnh hưởng xấu đến việc phải đưa ra quyết định vì lợi ích của bên thứ ba.
"Lợi ích" là một cam kết, nghĩa vụ, nghĩa vụ hoặc mục tiêu gắn liền với một vai trò hoặc thực tiễn xã hội cụ thể. Theo định nghĩa, một "xung đột lợi ích" xảy ra nếu trong một bối cảnh ra quyết định cụ thể, một cá nhân có hai lợi ích cùng tồn tại mâu thuẫn trực tiếp với nhau. Một vấn đề như vậy có tầm quan trọng vì trong những trường hợp như vậy, quá trình ra quyết định có thể bị phá vỡ hoặc bị tổn hại theo cách ảnh hưởng đến tính toàn vẹn hoặc độ tin cậy của kết quả.
Thông thường, xung đột lợi ích nảy sinh khi một cá nhân thấy mình chiếm giữ hai vai trò xã hội đồng thời tạo ra lợi ích hoặc lòng trung thành đối nghịch. Các lợi ích liên quan có thể liên quan đến tiền bạc hoặc không. Sự tồn tại của những xung đột như vậy là một thực tế khách quan, không phải là một trạng thái của tâm trí và bản thân nó không chỉ ra bất kỳ sai sót hay lỗi đạo đức nào. Tuy nhiên, đặc biệt khi quyết định được đưa ra trong bối cảnh ủy thác, điều quan trọng là các lợi ích tranh chấp phải được xác định rõ ràng và quá trình phân tách chúng được thiết lập nghiêm ngặt. Thông thường, điều này sẽ liên quan đến cá nhân bị xung đột hoặc từ bỏ một trong những vai trò xung đột hoặc người khác tự nhận mình từ quá trình ra quyết định cụ thể đang được đề cập.
Sự hiện diện của một xung đột lợi ích là độc lập với sự xuất hiện của sự không phù hợp. Do đó, một xung đột lợi ích có thể được phát hiện và tự nguyện bào chữa trước khi xảy ra bất kỳ hành vi tham nhũng nào. Xung đột lợi ích tồn tại nếu hoàn cảnh được tin tưởng một cách hợp lý (trên cơ sở kinh nghiệm và bằng chứng khách quan trong quá khứ) để tạo ra rủi ro rằng quyết định có thể bị ảnh hưởng quá mức bởi các lợi ích thứ cấp khác, và không phải là một cá nhân cụ thể có bị ảnh hưởng bởi một lợi ích thứ cấp.
Một định nghĩa được sử dụng rộng rãi là: "Xung đột lợi ích là một tập hợp các tình huống tạo ra rủi ro rằng phán đoán hoặc hành động chuyên nghiệp liên quan đến lợi ích chính sẽ bị ảnh hưởng quá mức bởi lợi ích thứ cấp." Lợi ích chính liên quan đến các mục tiêu chính của nghề nghiệp hoặc hoạt động, chẳng hạn như bảo vệ khách hàng, sức khỏe của bệnh nhân, tính toàn vẹn của nghiên cứu và nhiệm vụ của viên chức nhà nước. Lợi ích thứ cấp bao gồm lợi ích cá nhân và không chỉ giới hạn ở lợi ích tài chính mà còn cả những động cơ như mong muốn thăng tiến nghề nghiệp, hoặc mong muốn làm ân huệ cho gia đình và bạn bè. Những lợi ích thứ cấp này không được coi là sai trong bản thân họ, nhưng trở nên phản cảm khi chúng được cho là có trọng lượng lớn hơn lợi ích chính. Xung đột các quy tắc lợi ích trong lĩnh vực công cộng chủ yếu tập trung vào các mối quan hệ tài chính vì chúng tương đối khách quan, có thể thay thế được và định lượng hơn, và thường liên quan đến các lĩnh vực chính trị, pháp lý và y tế.